# Зенитное часовое число
Зени́тное часово́е число́ — (англ. zenithal hourly rate, ZHR) — расчётная величина, характеризующая активность метеорного потока и показывающая, сколько метеоров в час смог бы увидеть наблюдатель, если бы его предельная видимая звёздная величина равнялась теоретической (6,5m), при расположении радианта потока в зените (прямо над головой). Реально наблюдаемые индивидуальные значения ZHR обычно меньше и должны быть пересчитаны к стандартному значению с помощью специальных процедур, учитывающих качество неба и высоту радианта.
Существует несколько способов для вычисления ZHR. Некоторые из них достаточно сложны и пытаются учесть множество дополнительных факторов, вплоть до учёта облачности в месте наблюдения и индивидуальных свойств зрения наблюдателя (так называемый коэффициент замечаемости метеоров). Описываемая ниже формула учитывает один из таких нюансов и может применяться для быстрой качественной оценки активности того или иного метеорного потока:
{\displaystyle ZHR={\cfrac {{\overline {HR}}\cdot F\cdot r^{6.5-lm}}{\sin(hR)}}}, где:
- HR (hourly rate) — число метеоров, замеченное вами за час наблюдений;
- F (factor) — корректирующий фактор, который вносит поправки в случае облачности;
- LM (limiting magnitude) — предельная видимая звёздная величина во время наблюдений;
- hR (height of the radiant) — высота радианта над горизонтом;
- r — популяционный индекс.

Так же встречается обозначение EZHR, которое используется для описания краткосрочных всплесков активности, когда длительность повышенной активности метеорного потока составляет малую долю часа.